# 维猜·斯里瓦塔那布拉帕
維猜·西瓦德諾巴帕（皇家轉寫：Wichai Siwatthanaprapha，泰語發音：[wí.tɕʰāj sǐː.wát.tʰā.ná.prā.pʰāː]；1958年4月4日—2018年10月27日），原名威猜·拉克斯里科索恩（วิชัย รักศรีอักษร，Wichai Raksi-akson，[rák.sǐːʔàk.sɔ̌ːn]）是一位泰国商人，王权国际集团主席。他的父亲名叫威瓦德·拉克斯里科索恩（泰化前「徐利明」），祖籍为福建省漳州市诏安县西坑村，泰国有名的诏安籍实业家。

## 生平
維猜于1989年创立了免税店品牌“王权免税”（King Power），2006年获得了曼谷素万那普机场的独家免税品售卖权，迅速累积财富。根据《福布斯》2015年6月的统计，威猜已是泰国第9大富豪。
維猜与泰国王室却克里王朝关系友好，频繁资助王室的慈善项目，其姓氏“西瓦德诺巴帕”是由泰国国王御赐，意思为“光荣、进步之光”。
2010年8月，維猜以3900万英镑的价格收购了当时英冠联赛的球队莱斯特城，并于2011年2月10日成为俱乐部主席。在威猜的资金支持下，莱斯特城于2014年升入英超，只用了两个赛季，莱斯特城就神奇夺得队史首个顶级联赛冠军。

## 逝世
2018年10月27日晚，維猜在看完莱斯特城对阵西汉姆联的比赛后，搭乘的私人直升机在王权球场起飞后不久发生坠机事故，现场燃起熊熊大火。最初并不确定其本人是否搭乘，但不久后媒体从其家人的朋友处得知，威猜在坠毁的飞机上。空難發生後一天，球會發聲明證實威猜及機上另外4人全部罹難。